# Červená Řečice
Červená Řečice (in tedesco Roth Retschitz) è una città della Repubblica Ceca facente parte del distretto di Pelhřimov, nella regione di Vysočina.